# Dimitrij Vasiljevič Vasiljčikov
Dimitrij Vasiljevič Vasiljčikov (rusko Дми́трий Васи́льевич Васи́льчиков), ruski general, * 1778, † 1859.
Bil je eden izmed pomembnejših generalov, ki so se borili med Napoleonovo invazijo na Rusijo; posledično je bil njegov portret dodan v Vojaško galerijo Zimskega dvorca.

## Življenje
Leta 1794 je vstopil v konjenico in čez dve leti je bil povišan v korneta in leta 1802 v polkovnika. Sodeloval je v bitkah velike patriotske vojne. 28. decembra 1816 je postal poveljnik 1. ulanske divizije.
16. decembra 1822 je bil upokojen zaradi bolezni.
Leta 1830 je postal tajni svetovalec na ruskem dvoru